# Хёфль, Гуго
Гуго Хёфль (нем. Hugo Höfl; 16 июня 1878 — 13 апреля 1957) — германский военачальник, генерал-лейтенант (1941), участник Первой и Второй мировых войн. Кавалер Рыцарского креста Железного креста (1941).

## Биография
Поступил на баварскую службу общегерманской армии в 1897 году, в 1899 году получил звание лейтенанта, в 1909 году — обер-лейтенанта. В 1911–1914 годах обучался в Баварской военной академии 7 января 1914 года получил звание капитана. 
Участвовал в Первой мировой войне, награждён Железным крестом обеих классов, Военным орденом «За заслуги» IV степени с мечами и короной и Австрийским Военным крестом «За заслуги» III степени. 
После поражения остался в армии, 18 октября 1918 года получил звание майора. Затем в рейхсвере, работал преподавателем тактики в пехотной школе в Мюнхене. командовал 1-м батальоном 21-го (баварского) пехотного полка в Вюрцбурге и 1 апреля 1924 года получил звание подполковника. Позже был комендантом Ингольштадта, 1 февраля 1929 года получил звание полковника. 30 сентября 1929 года вышел в отставку и перешёл на турецкую службу. 
После провозглашения вермахта вернулся в Германию и 1 декабря 1935 года вступил в него, получил должность начальника обучения в восточно-прусском городе Зенсбург, с 1 октября 1936 года год проработал в штабе 1-го армейского корпуса, затем назначен командующим ландвером в Инстербурге. 1 июня 1939 года получил звание генерал-майора. 
Перед началом Второй мировой войны 26 августа 1939 года назначен командиром 206-й пехотной дивизии, в составе которой участвовал в Польской (1939) и Французской (1940) кампаниях, затем в войне против СССР. 1 июля 1941 года получил звание генерал-лейтенанта, 4 декабря 1941 года награждён Рыцарским крестом Железного креста. 
В апреле 1942 года оставил командование 206-й дивизией, с июля по 17 декабря 1942 года был командиром 39-й пехотной дивизии, затем командовал LXXXIX армейским корпусом. 30 апреля 1943 года уволен из вермахта.